# Segariu
Segariu là một đô thị ở tỉnh Sud Sardegna trong vùng Sardegna của Ý, cách khoảng 40 km về phía tây bắc của Cagliari và khoảng 7 km về phía đông của Sanluri. Tại thời điểm ngày 31 tháng 12 năm 2004, đô thị này có dân số 1.353 người và diện tích là 16,7 km².
Segariu giáp các đô thị: Furtei, Guasila, Villamar.